# 23821 Morganmonroe
23821 Morganmonroe este un asteroid din centura principală de asteroizi.

## Descriere
23821 Morganmonroe este un asteroid din centura principală de asteroizi. A fost descoperit pe 24 august 1998 la Socorro, New Mexico, în cadrul proiectului LINEAR. Asteroidul prezintă o orbită caracterizată de o semiaxă mare de 2,97 ua, o excentricitate de 0,08 și o înclinație de 8,7° în raport cu ecliptica.